# Sint-Willibrorduskerk (Knesselare)

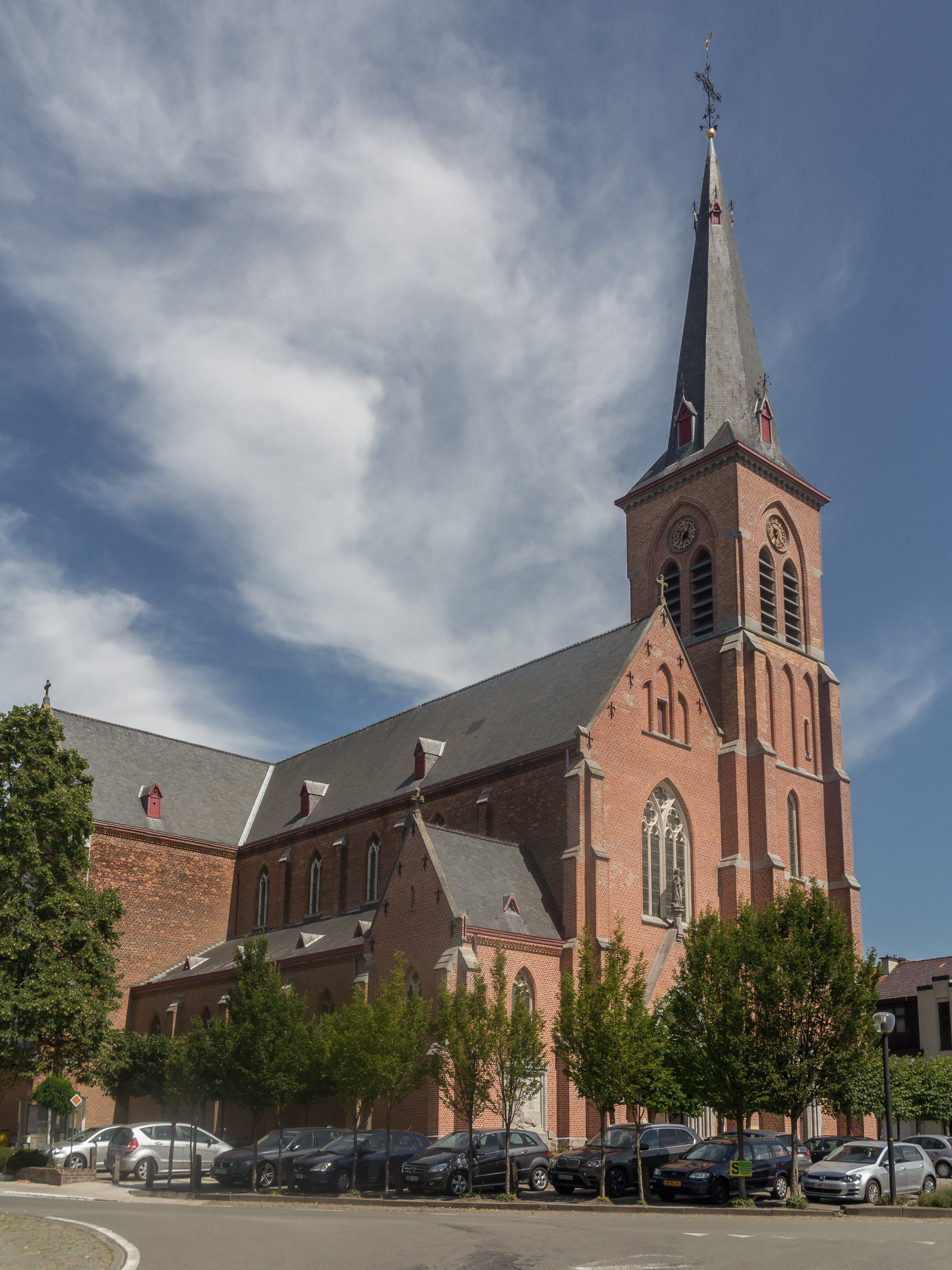
Sint-Willibrorduskerk

De Sint-Willibrorduskerk is de parochiekerk van de tot de Oost-Vlaamse gemeente Aalter behorende plaats Knesselare, gelegen aan De Plaats.

## Geschiedenis
In 1171 werd voor het eerst melding gemaakt van een kerkgebouw te Knesselare, en vermoedelijk ging het om een kapel aan het Prinsenhof, bezit van de graven van Vlaanderen. Het patronaatsrecht werd toen geschonken aan het Onze-Lieve-Vrouwekapittel te Doornik. Begin 15e eeuw werd dit hof verwoest. Er werd in de 15e eeuw een kerk gebouwd, waarvan schip en toren in 1790-1792 geheel in classicistische stijl werden herbouwd.
In 1885 werd begonnen met de sloop van de oude en de bouw van een nieuwe, grotere, kerk. Bij de sloop ontstonden echter onveilige situaties. Uiteindelijk werd in 1892 de eerste steen van een nieuwe kerk gelegd en in 1893 werd deze ingewijd. De kerk, naar ontwerp van J. Soete, is niet georiënteerd en ligt ook iets ten noorden van de oude kerk.
In 1940 liep de kerk oorlogsschade op, vooral aan koor en glas-in-loodramen.

## Gebouw
Het betreft een bakstenen neogotische kruisbasiliek, met het vijfzijdig afgesloten koor op het noorden gericht. De kerk heeft een ingebouwde zuidoosttoren. Het aangebrachte chronogram: SanCto WILLIbrorDo eXtrUXerUnt Me InCoLae levert 1893 op.
Het interieur is neogotisch. Het hoofdaltaar is aan Sint-Willibrord gewijd, en de zij-altaren aan Sint-Jozef en Onze-Lieve-Vrouw.